# Son Ferragut
Son Ferragut, és una de les principals i més antigues possessions de muntanya de sa Pobla, situada al nord del terme, els seus límits històrics eren al nord amb la Serra de Gaieta, a l'est amb Son Cladera, al sud amb la carretera d’Alcúdia i a l’oest amb Gaieta, el 1863 tenia 337 quarterades, tot i que modernament ha estat parcialment establida. Ha estat dedicada a pastures de boví, oví, porcí i caprí, hi havia vinya, figueral, garroverar, oliverar; té unes cases que conserven part de la factura medieval que tenia tafona, a les seves terres s’hi va obrir una pedrera de gran impacte paisatgístic.

## Història
Son Ferragut es documenta per primera vegada l’any 1321 amb el nom d’alqueria de Bernat Ferragut, confrontant amb Gaieta. No consta la seva denominació àrab, però es podria correspondre amb l’alqueria de Sila, o Axila del Repartiment.
Es tracta d’una de les finques locals de major valor en els cadastres dels segles XVI a XVIII, i els Ferragut de l'Alqueria fou una important família que ocupà els principals càrrecs de sa Pobla: batles, mostassafs, jurats, consellers municipals, consellers del Gran i General Consell… D’entre els seus membres més destacats d’aquesta família hi figuren el Notari Ferragut, autor d’una consueta de Nadal al segle xvi i el Capità Pere, militar i benefactor.